# Nyársfarkú pápualóri
A nyársfarkú pápualóri (Charmosyna papou), korábban pápualóri vagy nyársfarkú lóri, a madarak osztályába a papagájalakúak (Psittaciformes) rendjébe és a szakállaspapagáj-félék (Psittaculidae) családjába, azon belül a lóriformák (Loriinae) alcsaládjába tartozó faj.

## Rendszerezés
Egyes rendszerbesorolások a Glossopsitta nembe sorolják Glossopsitta papou néven.

## Előfordulása
Indonézia és Pápua Új-Guinea területén honos. Hegyvidéki esőerdők lakója.

## Megjelenése
Vörös testalja, fekete és kék tarkója van. Két középső farktolla hosszú és hegyes.

## Életmódja
Párokban, vagy kisebb csapatokban, keresgéli nektárból, pollenből és magvakból álló táplálékát.